# Fiksacja wzroku
Jeżeli edytujesz kod źródłowy, to aby uzyskać taki efekt: teoria, elektronem, Witolda Gombrowicza – twórz linki według składni: [[teoria]], [[elektron]]em, [[Witold Gombrowicz|Witolda Gombrowicza]].

Fiksacja wzroku (ang. target fixation - fiksacja na celu) - zjawisko polegające na tak silnym skupieniu uwagi na obserwowanym przedmiocie, że wzrasta ryzyko zderzenia z nim. Wynika z tendencji do nieświadomego kierowania pojazdu w miejsce gdzie skupiony jest wzrok. Często jest związane z osobami prowadzącymi szybki pojazd jak na przykład piloci, kierowcy wyścigowi i motocykliści. W przypadku motocyklistów zjawisko jest nasilone ponieważ motocykl ma stosunkowo silną tendencję do skręcania w stronę, w którą kierujemy głowę.
Termin fiksacji na celu wywodzi się z czasów II wojny światowej kiedy zauważono, że piloci bombowców podczas ćwiczeń nalotów bombowych wlatują w cele.
Najczęściej podawanym sposobem na uniknięcie tego zjawiska jest skupienie uwagi na drodze omijającej przeszkodę, a nie na samej przeszkodzie.